# 卡納帕利 (夏威夷州)
卡納帕利（英語：Kanaapali）是位於美國夏威夷州茂宜縣的一個人口普查指定地區。

## 地理
卡納帕利的座標為20°56′05″N 156°40′46″W / 20.93472°N 156.67944°W，而該地最高點為海拔高度0米（即0英尺）。

## 人口
根據2010年美國人口普查的數據，卡納帕利的面積為16.30平方千米，當中陸地面積為12.80平方千米，而水域面積為3.50平方千米。當地共有人口1045人，而人口密度為每平方千米64.11人。